# 愛媛丸事件
愛媛丸事件（日语：えひめ丸事故）發生於2001年2月10日7點45分(UTC+8)，美国海軍核动力潜艇格林维尔号（USS Greeneville SSN-772）撞击日本爱媛县宇和島水產高校的實習船爱媛丸並造成其沉没，導致其船上共9人喪生，其中4人為學生。

## 過程

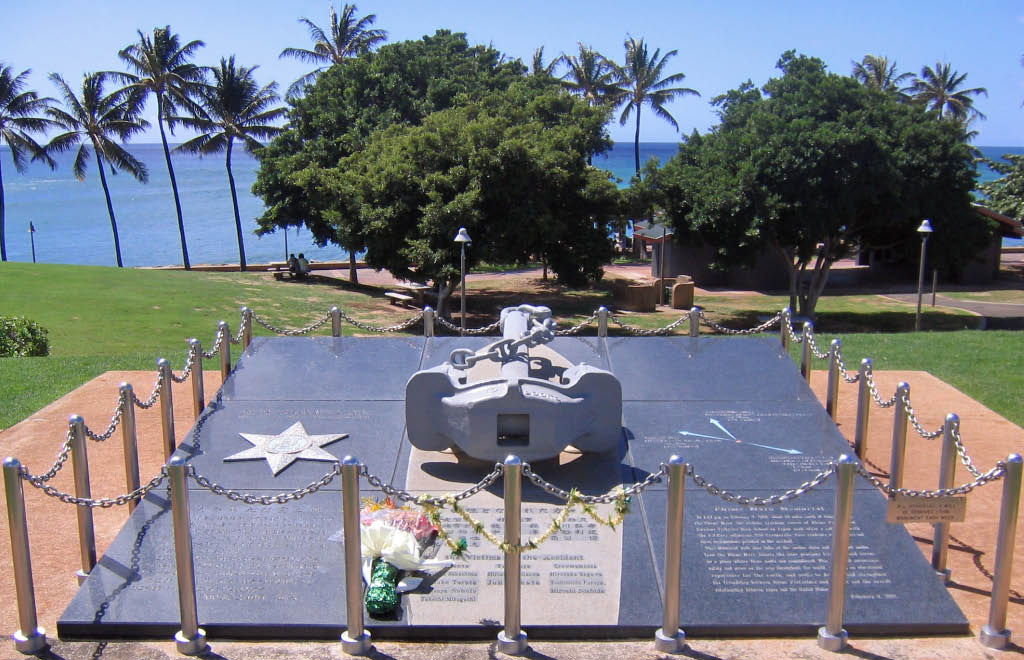
位於夏威夷檀香山的愛媛丸事件紀念碑

這事件發生在的地點在距夏威夷歐胡岛的南方约14公里之海域。在當時格林維爾號正在進行緊急上浮的演習。共搭載35人（船員20人、學生13人及兩名教師）進行74天航程實習的愛媛丸刚好駛往此地，結果不幸造成此悲劇發生。
在當時日本和美國外交因此事件一度關係緊張，畢竟這事件導致9人死亡及700噸的愛媛丸沉没。而且此事件是美方人為操作失誤而導致。
在2001年4月25日，美國布希總統就此事發表聲明，格林維爾號的船長史考特·瓦德（Scott Waddle）中校需承擔此事件的所有責任，結果瓦德中校在事件後，10月1日選擇提早退役離開美國海軍。
同年11月1日，夏威夷州政府在檀香山設立此事件的紀念碑。

## 外部連接
- 维基共享资源上的相關多媒體資源：愛媛丸事件
- USS Greeneville/Ehime Maru collision （页面存档备份，存于） – National Transportation Safety Board
- [永久] -The counter-measure headquarters to a sinking accident